# Tshomlee Go
Tshomlee Cabanos Go (Iriga, 13 de enero de 1981) es un deportista filipino que compitió en taekwondo. Ganó tres medallas en los Juegos Asiáticos entre los años 2002 y 2010, y dos medallas en el Campeonato Asiático de Taekwondo en los años 2000 y 2004.

## Palmarés internacional
| Juegos Asiáticos    | Juegos Asiáticos         | Juegos Asiáticos  | Juegos Asiáticos |
| Año                 | Lugar                    | Medalla           | Categoría        |
| ------------------- | ------------------------ | ----------------- | ---------------- |
| 2002                | Busan (Corea del Sur)    | Medalla de bronce | –58 kg           |
| 2006                | Doha (Catar)             | Medalla de plata  | –62 kg           |
| 2010                | Cantón (China)           | Medalla de bronce | –63 kg           |
| Campeonato Asiático |                          |                   |                  |
| Año                 | Lugar                    | Medalla           | Categoría        |
| 2000                | Hong Kong (China)        | Medalla de plata  | –54 kg           |
| 2004                | Seongnam (Corea del Sur) | Medalla de bronce | –58 kg           |